# Yu Kijima
Yu Kijima (født 18. maj 1986) er en tidligere japansk fodboldspiller.
Han har spillet for flere forskellige klubber i sin karriere, herunder Shimizu S-Pulse og Oita Trinita.